# سیارک ۷۷۷۶
سیارک ۷۷۷۶ (به انگلیسی: 7776 Takeishi، نامگذاری:1993BF) هفت هزار و هفتصد و هفتاد و ششمین سیارک کشف شده‌است که در ۲۰ ژانویه ۱۹۹۳ کشف شد.
قدر مطلق سیارک برابر ۱۲٫۸۰ است.